# Jean-Baptiste Bouvier
Pour les articles homonymes, voir Bouvier.
Jean-Baptiste Bouvier, né le 16 janvier 1783 à Saint-Charles-la-Forêt, en Mayenne, est un évêque catholique français, évêque du Mans de 1834 à 1854. Il fut le dernier évêque du grand diocèse du Mans avant l'érection du diocèse de Laval par démembrement de celui du Mans. Mayennais d'origine, il était pourtant farouchement opposé à la partition du diocèse du Mans. Le pape attendit son décès pour procéder au découpage du diocèse.

## Biographie

### Prêtre
À l'époque de la première publication de son manuel des confesseurs en 1827, il est vicaire général du Mans et supérieur du grand séminaire.

### Évêque
Comte romain, il jouit d'une haute estime dans l'épiscopat français, et ses relations envers le Saint-Siège. Il avait été désigné au choix de Pie IX, lorsqu'il invita à se rendre à Rome les évêques catholiques, dont il voulait être entouré au moment où il définirait et proclamerait le dogme de l'Immaculée Conception.
Cette invitation ne fut adressée personnellement qu'à deux ou trois prélats de France. Bouvier était l'un des deux prélats français nominativement invités ; quoique atteint d'une maladie qui donna à Lyon de sérieuses inquiétudes pour sa vie, il voulut continuer son voyage et parvint à Rome, où il mourut, après la promulgation du dogme, à laquelle il avait pu assister.

## Œuvres
- Institutiones Philosophicae ad usum seminariorum et collegiorum, Le Mans, Monnoyer, 2e éditition 1828.
- Dissertatio in sextum decalogi praeceptum et supplementum ad tractatum de matrimonio. Le Mans, Ch. Monnoyer, 1827, 1re édition, 214 p. 2e édition en 1828[2]. Ce livre aura une grande autorité. Une XIIe édition est publiée en 1850. ;
- Manuel des confesseurs, traduction de l'ouvrage précédent en français, 1re édition en 1864 [lire sur Wikisource]

## Armes
D'or au pélican avec sa pitié de gueules et posé de profil, au chef d'azur à l'agneau pascal d'argent.